# Wolfgang Rihm
Wolfgang Rihm (født 13. marts 1952 i Karlsruhe, død 27. juli 2024 i Ettlingen) var en tysk komponist.
Han gjorde sit første kompositionsforsøg som 11-årig, og fik sit gennembrud som komponist som 22-årig. Wolfgang Rihm skrev orkesterværker og 8 symfonier, men også operaer, vokalværker, kammermusik og klaverværker.
Wolfgang Rihm boede nær den franske og schweiziske grænse, og hans lejlighed indeholder blandt andet en del billeder af den østrigske kunstner Kurt Kocherscheidt som han også var venner med, og har dedikeret flere af sine værker til.
Wolfgang Rihm var professor og underviser på musik akademiet i sin fødeby, og har blandt andet undervist Vykintas Baltakas og Jörg Widmann.

## Udvalgte værker
- Symfoni nr. 1 (1969) - for orkester
- Symfoni nr. 2 (1975) - for orkester
- Symfoni nr. 3 (1976-1977) - for sopran, baryton, korog orkester
- "Vers une Symphonie Fleuve I" (Mod en flodsymfoni I) (1992-1995) - for orkester
- "Vers une Symphonie Fleuve II" (Mod en flodsymfoni II) (1992-1995) - for orkester
- "Vers une Symphonie Fleuve III" (Mod en flodsymfoni III) (1992-1995) - for orkester
- "Vers une Symphonie Fleuve IV (Mod en flodsymfoni IV) (1992-1997, Rev. 1998–2000) - for orkester
- Symfoni "i nærheden af fjern" (2012) - for baryton og orkester